# 獨立生態運動
獨立生態運動（法語：Mouvement Ecologiste Indépendant，缩写为MEI）是在1994年由前綠黨總統參選人安東尼·威希特（Antoine Waechter）所創立。該黨希望取代綠黨成為法國主要綠色政黨，但未能成功。他們主張成為純粹的生態主義者，非左派也非右派。1995年法國總統選舉，威希特未能取得足夠人數的背書支持。該黨投入2004年的大區選舉與歐洲議會選舉，阻止綠黨獲得更多席次，如獨立生態運動在東部選區拿下3%選票使得綠黨未能拿到第二席。
2007年法國總統選舉，安東尼·威希特在未能成為參選人後支持中間派的弗朗索瓦·貝魯。2007年法國議會選舉，該黨與生態世代簽署選舉協議，綠黨與21世紀公民權、行動、參與拒絕加入。該黨提出133名候選人，其中84名得票率超過1%，似乎成為法國第二大綠色政黨。儘管公開讚揚歐洲生態聯盟，該黨在2009年歐洲議會選舉以獨立生態聯盟參選，獲得3.63%。該黨繼續以獨立生態聯盟參加2010年法國大區選舉，拿下3席。

## 外部連結
- （法文） 官方網站 （页面存档备份，存于）

1. ↑  . 2024-02-10  [2024-02-10]. （原始内容存档于2024-05-31）.
2. ↑  .   [2024-01-07]. （原始内容存档于2024-03-15） （美国英语）.